# امید نظامی‌پور
امید نظامی‌پور (۲۱ دی ۱۳۶۴ - شمیران) یک بازیکن فوتبال اهل ایران است.
از باشگاه‌هایی که در آن بازی کرده‌است می‌توان به باشگاه فوتبال گسترش فولاد تبریز و باشگاه فوتبال ملوان بندر انزلی اشاره کرد.